# Liste des titres musicaux numéro un au Royaume-Uni en 2000
Cette page liste les titres classés no 1 des ventes de disques au Royaume-Uni pour l'année 2000 selon The Official Charts Company.
Les classements hebdomadaires prennent en compte les ventes physiques et sont issus des 100 meilleures ventes de singles (UK Singles Chart) et des 100 meilleures ventes d'albums (UK Albums Chart). Ils sont dévoilés le dimanche.

## Classement des singles
| №  | Date         | Artiste                               | Titre                                    | Référence |
| -- | ------------ | ------------------------------------- | ---------------------------------------- | --------- |
| 1  | 2 janvier    | Westlife                              | I Have a Dream / Seasons in the Sun      |           |
| 2  | 9 janvier    | Westlife                              | I Have a Dream / Seasons in the Sun      |           |
| 3  | 16 janvier   | Manic Street Preachers                | The Masses Against the Classes           |           |
| 4  | 23 janvier   | Britney Spears                        | Born to Make You Happy                   |           |
| 5  | 30 janvier   | Gabrielle                             | Rise                                     |           |
| 6  | 6 février    | Gabrielle                             | Rise                                     |           |
| 7  | 13 février   | Oasis                                 | Go Let It Out                            |           |
| 8  | 20 février   | All Saints                            | Pure Shores                              |           |
| 9  | 27 février   | All Saints                            | Pure Shores                              |           |
| 10 | 5 mars       | Madonna                               | American Pie                             |           |
| 11 | 12 mars      | Chicane feat. Bryan Adams             | Don't Give Up                            |           |
| 12 | 19 mars      | Geri Halliwell                        | Bag It Up                                |           |
| 13 | 26 mars      | Melanie C feat. Lisa "Left Eye" Lopes | Never Be the Same Again                  |           |
| 14 | 2 avril      | Westlife                              | Fool Again                               |           |
| 15 | 9 avril      | Craig David                           | Fill Me In                               |           |
| 16 | 16 avril     | Fragma                                | Toca's Miracle                           |           |
| 17 | 23 avril     | Fragma                                | Toca's Miracle                           |           |
| 18 | 30 avril     | Oxide & Neutrino (en)                 | Bound 4 Da Reload (Casualty)             |           |
| 19 | 7 mai        | Britney Spears                        | Oops!... I Did It Again                  |           |
| 20 | 14 mai       | Madison Avenue                        | Don't Call Me Baby                       |           |
| 21 | 21 mai       | Billie Piper                          | Day & Night                              |           |
| 22 | 28 mai       | Sonique                               | It Feels So Good (en)                    |           |
| 23 | 4 juin       | Sonique                               | It Feels So Good (en)                    |           |
| 24 | 11 juin      | Sonique                               | It Feels So Good (en)                    |           |
| 25 | 18 juin      | Black Legend                          | You See the Trouble with Me              |           |
| 26 | 25 juin      | Kylie Minogue                         | Spinning Around                          |           |
| 27 | 2 juillet    | Eminem                                | The Real Slim Shady                      |           |
| 28 | 9 juillet    | The Corrs                             | Breathless                               |           |
| 29 | 16 juillet   | Ronan Keating                         | Life Is a Rollercoaster                  |           |
| 30 | 23 juillet   | Five + Queen                          | We Will Rock You                         |           |
| 31 | 30 juillet   | Craig David                           | 7 Days                                   |           |
| 32 | 6 août       | Robbie Williams                       | Rock DJ                                  |           |
| 33 | 13 août      | Melanie C                             | I Turn to You                            |           |
| 34 | 20 août      | Spiller feat. Sophie Ellis Bextor     | Groovejet (If This Ain't Love)           |           |
| 35 | 27 août      | Madonna                               | Music                                    |           |
| 36 | 3 septembre  | A1                                    | Take on Me                               |           |
| 37 | 10 septembre | Modjo                                 | Lady (Hear Me Tonight)                   |           |
| 38 | 17 septembre | Modjo                                 | Lady (Hear Me Tonight)                   |           |
| 39 | 24 septembre | Mariah Carey feat. Westlife           | Against All Odds (Take a Look at Me Now) |           |
| 40 | 1er octobre  | Mariah Carey feat. Westlife           | Against All Odds (Take a Look at Me Now) |           |
| 41 | 8 octobre    | All Saints                            | Black Coffee                             |           |
| 42 | 15 octobre   | U2                                    | Beautiful Day                            |           |
| 43 | 22 octobre   | Steps                                 | Stomp                                    |           |
| 44 | 29 octobre   | Spice Girls                           | Holler / Let Love Lead the Way           |           |
| 45 | 5 novembre   | Westlife                              | My Love                                  |           |
| 46 | 12 novembre  | A1                                    | Same Old Brand New You                   |           |
| 47 | 19 novembre  | LeAnn Rimes                           | Can't Fight The Moonlight                |           |
| 48 | 26 novembre  | Destiny's Child                       | Independent Women Part I                 |           |
| 49 | 3 décembre   | S Club 7                              | Never Had a Dream Come True              |           |
| 50 | 10 décembre  | Eminem feat. Dido                     | Stan                                     |           |
| 51 | 17 décembre  | Bob the Builder                       | Can We Fix It?                           |           |
| 52 | 24 décembre  | Bob the Builder                       | Can We Fix It?                           |           |
| 53 | 31 décembre  | Bob the Builder                       | Can We Fix It?                           |           |

## Classement des albums
| №  | Date         | Artiste          | Titre                              | Référence |
| -- | ------------ | ---------------- | ---------------------------------- | --------- |
| 1  | 2 janvier    | Shania Twain     | Come On Over                       |           |
| 2  | 9 janvier    | Travis           | The Man Who                        |           |
| 3  | 16 janvier   | Travis           | The Man Who                        |           |
| 4  | 23 janvier   | Travis           | The Man Who                        |           |
| 5  | 30 janvier   | Travis           | The Man Who                        |           |
| 6  | 6 février    | Travis           | The Man Who                        |           |
| 7  | 13 février   | Gabrielle        | Rise                               |           |
| 8  | 20 février   | Gabrielle        | Rise                               |           |
| 9  | 27 février   | Gabrielle        | Rise                               |           |
| 10 | 5 mars       | Oasis            | Standing on the Shoulder of Giants |           |
| 11 | 12 mars      | Travis           | The Man Who                        |           |
| 12 | 19 mars      | Travis           | The Man Who                        |           |
| 13 | 26 mars      | Santana          | Supernatural                       |           |
| 14 | 2 avril      | Santana          | Supernatural                       |           |
| 15 | 9 avril      | Moby             | Play                               |           |
| 16 | 16 avril     | Moby             | Play                               |           |
| 17 | 23 avril     | Moby             | Play                               |           |
| 18 | 30 avril     | Moby             | Play                               |           |
| 19 | 7 mai        | Moby             | Play                               |           |
| 20 | 14 mai       | Tom Jones        | Reload                             |           |
| 21 | 21 mai       | Whitney Houston  | Whitney: The Greatest Hits         |           |
| 22 | 28 mai       | Whitney Houston  | Whitney: The Greatest Hits         |           |
| 23 | 4 juin       | Bon Jovi         | Crush                              |           |
| 24 | 11 juin      | Tom Jones        | Reload                             |           |
| 25 | 18 juin      | S Club 7         | 7                                  |           |
| 26 | 25 juin      | Eminem           | The Marshall Mathers LP            |           |
| 27 | 2 juillet    | Richard Ashcroft | Alone with Everybody               |           |
| 28 | 9 juillet    | Eminem           | The Marshall Mathers LP            |           |
| 29 | 16 juillet   | Coldplay         | Parachutes                         |           |
| 30 | 23 juillet   | The Corrs        | In Blue                            |           |
| 31 | 30 juillet   | The Corrs        | In Blue                            |           |
| 32 | 6 août       | Ronan Keating    | Ronan                              |           |
| 33 | 13 août      | Ronan Keating    | Ronan                              |           |
| 34 | 20 août      | Craig David      | Born to Do It                      |           |
| 35 | 27 août      | Craig David      | Born to Do It                      |           |
| 36 | 3 septembre  | Robbie Williams  | Sing When You're Winning           |           |
| 37 | 10 septembre | Robbie Williams  | Sing When You're Winning           |           |
| 38 | 17 septembre | Robbie Williams  | Sing When You're Winning           |           |
| 39 | 24 septembre | Madonna          | Music                              |           |
| 40 | 1er octobre  | Madonna          | Music                              |           |
| 41 | 8 octobre    | Radiohead        | Kid A                              |           |
| 42 | 15 octobre   | Radiohead        | Kid A                              |           |
| 43 | 22 octobre   | All Saints       | Saints & Sinners                   |           |
| 44 | 29 octobre   | Texas            | The Greatest Hits                  |           |
| 45 | 5 novembre   | U2               | All That You Can't Leave Behind    |           |
| 46 | 12 novembre  | Westlife         | Coast to Coast                     |           |
| 47 | 19 novembre  | The Beatles      | 1                                  |           |
| 48 | 26 novembre  | The Beatles      | 1                                  |           |
| 49 | 3 décembre   | The Beatles      | 1                                  |           |
| 50 | 10 décembre  | The Beatles      | 1                                  |           |
| 51 | 17 décembre  | The Beatles      | 1                                  |           |
| 52 | 24 décembre  | The Beatles      | 1                                  |           |
| 53 | 31 décembre  | The Beatles      | 1                                  |           |

## Meilleures ventes de l'année
| Singles | Albums |
| --- | --- |
| 1. Bob the Builder – Can We Fix It? 2. All Saints - Pure Shores 3. Sonique – It Feels So Good 4. Baha Men - Who Let the Dogs Out? 5. Robbie Williams - Rock DJ 6. Eminem feat. Dido - Stan 7. Fragma - Toca's Miracle 8. Spiller feat. Sophie Ellis Bextor - Groovejet (If This Ain't Love) 9. S Club 7 - Never Had a Dream Come True 10. Craig David – Fill Me In | 1. The Beatles – 1 2. Robbie Williams - Sing When You're Winning 3. Eminem - The Marshall Mathers LP 4. Westlife - Coast to Coast 5. Moby - Play 6. Craig David - Born to Do It 7. Texas - The Greatest Hits 8. Coldplay - Parachutes 9. Whitney Houston - Whitney: The Greatest Hits 10. Madonna - Music |